# Quadrato (algebra)

Il grafico di, per i valori di compresi tra e.

In algebra, viene definito quadrato di un numero {\displaystyle x} l'elevamento dello stesso alla seconda potenza, ossia la sua moltiplicazione per sé stesso eseguita una volta:
{\displaystyle x^{2}=x\cdot x.}
Il termine quadrato viene dalla geometria, poiché l'area di un quadrato si ottiene appunto moltiplicando il lato per sé stesso.
Il quadrato di un numero immaginario è un numero reale minore o uguale a zero, mentre per i numeri complessi si calcola
{\displaystyle \left(a+ib\right)^{2}=a^{2}-b^{2}+i\cdot 2ab.}

## Proprietà
- Il quadrato di un numero reale è sempre maggiore o uguale a zero, dato che il prodotto di valori con lo stesso segno è sempre positivo. Quindi

{\displaystyle x^{2}\geq 0\qquad \forall x\in \mathbb {R} .}
- Per lo stesso motivo vale la relazione

{\displaystyle x^{2}=\left(-x\right)^{2}.}
Ad esempio il quadrato di {\displaystyle 2} è {\displaystyle 4}, ma anche il quadrato di {\displaystyle -2} è uguale a {\displaystyle 4}.
- Il quadrato di un numero immaginario è sempre minore di zero, perché elevando al quadrato l'unità immaginaria si ottiene un numero negativo, che si moltiplica poi con il quadrato del coefficiente (che è positivo).
- la somma dei numeri dispari in ordine è un quadrato perfetto di un numero pari o dispari (proprietà nota al matematico greco Euclide):

{\displaystyle 1=1^{2}}
{\displaystyle 1+3=2^{2}}
{\displaystyle 1+3+5=3^{2}}
{\displaystyle 1+3+5+7=4^{2}}
{\displaystyle 1+3+5+7+9=5^{2}}, da cui:
{\displaystyle 1^{2}=1}
{\displaystyle 2^{2}=1^{2}+3}
{\displaystyle 3^{2}=2^{2}+5}
{\displaystyle 4^{2}=3^{2}+7}
{\displaystyle 5^{2}=4^{2}+9}
{\displaystyle n^{2}=(n-1)^{2}+2n-1} che risolta porta, infatti, ad una identità.
Da una formula siffatta si identificano un sottoinsieme infinito numerabile delle terne pitagoriche, per ogni {\displaystyle {\sqrt {2n-1}}} intero. Ad es. : (3, 4, 5) con {\displaystyle n=5}; (5, 12 ,13); (7, 24 ,25); (9, 40, 41); (11, 60, 61); (13, 84, 85); (15, 112, 113); (17, 144, 145); (19, 180, 181); (21, 220, 221); (23, 264, 265).

## Quadrati perfetti
Il quadrato di un numero intero diverso da zero è sempre un numero naturale. I numeri naturali che sono quadrati di numeri interi si definiscono quadrati perfetti.
Di seguito alcune proprietà:
- Il quadrato di un qualsiasi numero intero {\displaystyle n} può essere rappresentato anche dalla somma

{\displaystyle 1+1+2+2+\ldots +(n-1)+(n-1)+n.}
Ad esempio
{\displaystyle 4^{2}=1+1+2+2+3+3+4=16.}
- Il quadrato di un qualsiasi numero intero {\displaystyle n} è inoltre uguale alla somma dei primi {\displaystyle n} numeri dispari:

{\displaystyle 5^{2}=1+3+5+7+9=25}
indicabile attraverso la formula
{\displaystyle n^{2}=\sum _{k=0}^{n-1}2k+1.}
- Il quadrato di un qualsiasi numero intero {\displaystyle n} è inoltre uguale alla somma del numero {\displaystyle n} e dei primi {\displaystyle n-1} numeri pari:

{\displaystyle 5^{2}=5+2+4+6+8=25}
indicabile attraverso la formula
{\displaystyle n^{2}=n+\sum _{k=1}^{n-1}2k.}
- La somma dei quadrati dei primi n numeri naturali vale

{\displaystyle \sum _{k=1}^{n}k^{2}={\frac {n(n+1)(2n+1)}{6}}={\frac {2n^{3}+3n^{2}+n}{6}}.}